# Нельсон Гутьєррес
Нельсон Данієль Гутієррес Луонго (ісп. Nelson Daniel Gutiérrez Luongo, нар. 13 квітня 1962, Монтевідео, Уругвай) — уругвайський футболіст, що грав на позиції захисника. Шестиразовий чемпіон Уругваю, чемпіон Аргентини, дворазовий володар Кубка Лібертадорес, дворазовий володар Міжконтинентального кубка. У складі збірної — дворазовий володар Кубка Америки. 
Виступав, зокрема, за клуб «Пеньяроль», а також національну збірну Уругваю.

## Клубна кар'єра
Народився 13 квітня 1962 року в місті Монтевідео. Вихованець футбольної школи клубу «Пеньяроль». Дорослу футбольну кар'єру розпочав 1980 року в основній команді того ж клубу, в якій провів п'ять сезонів. 
Згодом з 1984 по 1996 рік грав у складі команд клубів «Атлетіко Насьйональ», «Рівер Плейт», «Лаціо», «Верона», «Логроньєс» та «Пеньяроль». Протягом цих років чотири рази виборював титул чемпіона Уругваю, ставав чемпіоном Аргентини, володарем Кубка Лібертадорес, володарем Міжконтинентального кубка.
Завершив професійну ігрову кар'єру у клубі «Дефенсор Спортінг», за команду якого виступав протягом 1997 року.

## Виступи за збірні
1979 року залучався до складу молодіжної збірної Уругваю.
1983 року дебютував в офіційних матчах у складі національної збірної Уругваю. Протягом кар'єри у національній команді, яка тривала 8 років, провів у формі головної команди країни 57 матчів.
У складі збірної був учасником розіграшу Кубка Америки 1983 року, титул континентального чемпіона, чемпіонату світу 1986 року у Мексиці, розіграшу Кубка Америки 1987 року в Аргентині, здобувши титул континентального чемпіона, розіграшу Кубка Америки 1989 року у Бразилії, де разом з командою здобув «срібло», чемпіонату світу 1990 року в Італії.

## Титули і досягнення

### Командні
- Чемпіон Уругваю (6):

«Пеньяроль»:  1981, 1982, 1993, 1994, 1995, 1996
- Чемпіон Аргентини (1):

«Рівер Плейт»:  1985-1986
- Володар Кубка Лібертадорес (2):

«Пеньяроль»:  1982
«Рівер Плейт»:  1986
- Володар Міжконтинентального кубка (2):

«Пеньяроль»:  1982
«Рівер Плейт»:  1986

### Збірні
- Володар Кубка Америки (2):

Уругвай: 1983, 1987
- Срібний призер Кубка Америки (1):

Уругвай: 1989
- Чемпіон Південної Америки (U-20) (1):

Уругвай (U-20): 1981

### Особисті
- Символічна збірна Південної Америки :1986, 1987